# Bagridae
Os bágridos (Bagridae) são uma família de peixes pertencente à ordem dos siluriformes.

## Distribuilção geográfica
Sua distribuição geográfica se estende do norte da África, incluindo o Delta do Nilo, e os grandes lagos, e engloba também a região do Japão e Bornéu.

## Características
A barbatana dorsal é precedida por uma espinha. Apresentam barbatana adiposa que, em algumas espécies,  pode ter uma base relativamente longa. A espinha da barbatana peitoral pode ser serrilhada. Não apresentam escamas sobre a pele. O comprimento máximo é de cerca de 1,5 m. Os peixes da família Bagridae possuem quatro pares de barbos bem desenvolvidos cobertos por uma camada de epitélio enriquecido com o paladar.